# Tom Green County
Tom Green County je okres ve státě Texas v USA. K roku 2010 zde žilo 110 224 obyvatel. Správním městem okresu je San Angelo. Celková rozloha okresu činí 3 991 km².